# Скелеватка
Скелеватка (укр. Скелюватка) — село, Божедаровский поселковый совет, Криничанский район, Днепропетровская область, Украина.
Код КОАТУУ — 1222055707. Население по переписи 2001 года составляло 173 человека.

## Географическое положение
Село Скелеватка находится на левом берегу реки Рекалова, выше по течению на расстоянии в 4 км расположено село Покровка, ниже по течению на расстоянии в 0,5 км расположено село Потоки. По селу протекает пересыхающий ручей с запрудой.